# Hollingstedt (Dithmarse)
Pour les articles homonymes, voir Hollingstedt.
Hollingstedt est une commune allemande du Schleswig-Holstein, située dans l'arrondissement de Dithmarse (Kreis Dithmarschen), à 14 kilomètres au nord-est de la ville de Heide. Hollingstedt est l'une des 34 communes de l'Amt Kirchspielslandgemeinden Eider dont le siège est à Hennstedt.